# Hedgpethia brevitarsis
Hedgpethia brevitarsis är en havsspindelart som först beskrevs av Losina-Losinsky och Turpaeva, E.P. 1958.  Hedgpethia brevitarsis ingår i släktet Hedgpethia och familjen Colossendeidae. Inga underarter finns listade i Catalogue of Life.